# Diavoli HC Milano
Der Diavoli Hockey Club Milano war ein italienischer Eishockeyverein aus Mailand, der 1958 als Nachfolgeverein des Milan Inter HC gegründet wurde und zunächst bis 1975 in der Serie A spielte. Zwischen 1977 und 1979 wurde der Club reaktiviert, ehe der Spielbetrieb endgültig eingestellt wurde.

## Geschichte
Der Diavoli Hockey Club Milano entstand 1958 nach der Auflösung des Mailänder Eishockeyclubs Milan Inter HC und nahm bis 1975 an der Serie A teil. 1960 gewann der Club die italienische Meisterschaft.
1975 wurde der Spielbetrieb zunächst eingestellt, ehe 1977 die Mannschaft nach der Übernahme des Startplatzes von Turbine Milano reaktiviert wurde. Nach der Saison 1978/79 wurde der Spielbetrieb endgültig eingestellt.

## Meisterkader 1960
| Giancarlo Agazzi – Mario Bedogni – Vittorio Bolla – Giampiero Branduardi – Ernesto Crotti – Salvatore Guccione – Igino Fece Larese – Paolo Marchi – Gilberto Nardi – Enzo Poire – Edmondo Rabanser – Gerry Watson |